# Michaela Hasalíková
Michaela Hasalíková (Frydek Mistek, 18 aprile 1984) è una pallavolista ceca.
Gioca nel ruolo di centrale nell'Olympiakos Syndesmos Filathlon Peiraios.

## Carriera
Michaela Hasalikova inizia a giocare a pallavolo a livello amatoriale molto presto anche se comunque partecipa a campionati di serie minori della Repubblica Ceca. Per motivi di studio si trasferisce negli Stati Uniti dove partecipa al campionato universitario con la squadra di Long Beach.
Dopo un anno di inattività agonistica, nella stagione 2008-09 viene ingaggiata da Villa Cortese, squadra italiana di serie A2 con la quale raggiunge la promozione in serie A1. Entra intanto anche a far parte della nazionale ceca raggiungendo nel 2009 la qualificazione al campionato mondiale 2010 e partecipando ai campionati europei 2009.
Nella stagione 2009-10 resta ancora con Villa Cortese partecipando al suo primo massimo campionato italiano e vincendo nel corso della stagione la Coppa Italia.
Nella stagione 2010-11 si trasferisce nel campionato azero, vestendo la maglia del Voleybol Klubu Bakı; la stagione seguente è invece al Volejbalový klub Prostějov, nel campionato ceco, con il quale si aggiudica lo scudetto e la coppa nazionale; con la nazionale si aggiudica la medaglia d'oro all'European League 2012.

## Palmarès

### Club
- Campionato ceco: 1

2011-12
- Coppa Italia: 1

2009-10
- Coppa della Repubblica Ceca: 1

2011-12

### Nazionale (competizioni minori)
- European League 2012